# Vandinho
Vanderson Valter de Almeida (Cuiabá, Mato Grosso, 15 de enero de 1978), apodado Vandinho, es un futbolista brasileño. Juega de mediocampista y actualmente es el capitán del Sporting Clube de Braga de la Primera División de Portugal. Tiene 47 años.

## Trayectoria
Luego de debutar en 1998 con el Inter de Porto Alegre, Vandinho pasó a jugar por equipos modestos de su país: Esporte Clube Pelotas, Guarani Futebol Clube, Santa Cruz Futebol Clube, Criciúma Esporte Clube y Gremio Esportivo Inhumense.
En el año 2002, viaja a Portugal para unirse al Rio Ave FC, club con el que consigue el ascenso a Primera División en su primera temporada. 
Jugó en el SC Braga, club en el que militó desde 2004 hasta 2011 y en el que es ídolo y llegó a ser capitán cuando llegaron a la final de la Europa League en 2011, que perdieron contra el FC Porto.